# Бяла (община в област Варна)
Вижте пояснителната страница за други значения на Бяла.
Община Бяла се намира в Североизточна България и е една от съставните общини на област Варна.

## География

### Географско положение, граници, големина
Общината се намира в най-югоизточната част на област Варна, в централната част на Българското Черноморско крайбрежие. С площта си от 161,842 км2 заема 10-о място сред 12-те общините на областта, което съставлява 4,23 % от територията на областта. В национален план това представлява 0,15 % от територията и 0,04 % от населението на страната. Границите ѝ са следните:
- на север и северозапад – община Долни чифлик;
- на юг – община Несебър от област Бургас;
- на изток – Черно море.

### Релеф, води
Релефът на общината се характеризира като хълмист и ниско планински. Тук се простират най-източните разклонения на Камчийска планина (част от Източна Стара планина) между долините на реките Фъндъклийска на север и Двойница на юг. Най-високата точка на общината е връх Тавуктепе (Кокоши връх) (269 м), разположен в най-западната ѝ част, северно от село Дюлино. Склоновете на планината се спускат полегато към двете реки и на изток към Черно море с наклон от 2 до 5 %.
Бреговата ивица на общината се характеризира със съчетание от скалист бряг, малки заливи, плажови ивици с пясъчни дюни. Брегът е стръмен и разчленен, което води до силно ограничаване на плажния потенциал, но от друга страна му придава атрактивност, което е ценен курортен ресурс. Общата дължина на морския бряг е 14 300 m или около 3% от цялата дължина на българския черноморски бряг. По-голямата част от плажовете имат източна, североизточна и югоизточна експозиция, което предполага и по-оптимални условия за слънчево греене. Общата дължина на плажните ивици е 6 244 m, или около 16 % от общата дължина на плажовите ивици, намиращи се на територията на област Варна.
Основната река в общината е Двойница, течаща от запад на изток частично в общината или по границата ѝ с община Несебър и вливаща се в Черно море северно от град Обзор. Главните ѝ притоци са леви с посока на течение от северозапад на югоизток. Втора по значение е река Перперидере, водеща началото си северозападно от село Господиново и вливаща се южно от град Бяла, в района на къмпинг „Луна“.

### Топографски карти
- Лист от карта K-35-44. Мащаб: 1 : 100 000.

### Населени места
Общината се състои от 6 населени места. Списък на населените места, подредени по азбучен ред, население и площ на землищата им:
| Населено място | Пребр. на населението през 2021 г. | Площ на землището (в км2) | Забележка (старо име) | Населено място | Пребр. на населението през 2021 г. | Площ на землището (в км2) | Забележка (старо име) |
| Бяла           | 1951                               | 42,859                    | Акдере                | Дюлино         | 272                                | 23,206                    | Айваджък              |
| Горица         | 72                                 | 18,263                    | Курукьой, Коркут      | Попович        | 506                                | 20,403                    | Ходжа кьой            |
| Господиново    | 204                                | 38,606                    | Челеби кьой           | Самотино       | 1                                  | 18,505                    | Абди кьой             |

## Административно-териториални промени
- МЗ № 2820/обн. 14 август 1934 г. – преименува с. Курукьой (Коркут) на с. Горица;

– преименува с. Айваджик на с. Дюлино;
– преименува с. Абди кьой на с. Самотино;
- МЗ № 3775/обн. 7 декември 1934 г. – преименува с. Дениз кьой на с. Кошута;

– преименува с. Челеби кьой на с. Господиново;
– преименува с. Ходжа кьой на с. Попович;
- Указ № 582/обн. 29 декември 1959 г. – заличава с. Кошута и го присъединено като квартал на с. Господиново;
- Указ № 2907/обн. ДВ бр.82/7 септември 1984 г. – признава с. Бяла за гр. Бяла;

## Население

### Етнически състав
Преброяване на населението през 2011 г.
Численост и дял на етническите групи според преброяването на населението през 2011 г., по населени места (подредени по численост на населението):
| Населено място | Численост | Численост | Численост | Численост | Численост | Численост           | Численост     | Населено място | Дял (в %) | Дял (в %) | Дял (в %) | Дял (в %) | Дял (в %)           | Дял (в %)     |
| Населено място | Общо      | Българи   | Турци     | Цигани    | Други     | Не се самоопределят | Не отговорили | Населено място | Българи   | Турци     | Цигани    | Други     | Не се самоопределят | Не отговорили |
| Общо           | 3242      | 2458      | 308       | 103       | 18        | 10                  | 345           | 100,00         | 75,81     | 9,50      | 3,17      | 0,55      | 0,30                | 10,64         |
| -------------- | --------- | --------- | --------- | --------- | --------- | ------------------- | ------------- | -------------- | --------- | --------- | --------- | --------- | ------------------- | ------------- |
| Бяла           | 2034      | 1935      |           |           | 13        |                     | 74            | Бяла           | 95,13     |           |           | 0,63      |                     | 3,63          |
| Попович        | 543       |           | 181       | 53        |           |                     | 244           | Попович        |           | 33,33     | 9,76      |           |                     | 44,93         |
| Дюлино         | 310       | 240       | 4         | 39        | 0         | 0                   | 27            | Дюлино         | 77,41     | 1,29      | 12,58     | 0,00      | 0,00                | 8,70          |
| Господиново    | 270       | 143       | 116       |           |           |                     | 0             | Господиново    | 52,96     | 42,96     |           |           |                     | 0,00          |
| Горица         | 83        | 80        |           |           |           | 0                   | 0             | Горица         | 96,38     |           |           |           | 0,00                | 0,00          |
| Самотино       | 2         |           |           |           |           |                     | 0             | Самотино       |           |           |           |           |                     | 0,00          |

### Вероизповедания
Численост и дял на населението по вероизповедание според преброяването на населението през 2011 г.:
|                     | Численост | Дял (в %) |
| Общо                | 3 242     | 100,00    |
| Православие         | 1 543     | 47,59     |
| Католицизъм         |           |           |
| Протестантство      | 11        | 0,33      |
| Ислям               | 48        | 1,48      |
| Друго               |           |           |
| Нямат               | 260       | 8,01      |
| Не се самоопределят | 173       | 5,33      |
| Непоказано          | 1 192     | 36,76     |

## Политика

### Общински съвет
Състав на общинския съвет, избиран на местните избори през годините:
| Партия или сдружение | 2003    | 2007    | 2011    | 2015    |
| Избирателна активност по време на изборите                                                                                                  | 71,84 % | 78,93 % | 59,03 % | 60,37 % |
| Общ брой места | 11      | 11      | 11      | 11      |
| --- | ------- | ------- | ------- | ------- |
| ГЕРБ |         | 6       | 5       | 6       |
| Социалдемократическа партия |         |         |         | 2       |
| Българска социалистическа партия | 2       | 2       | 2       | 2       |
| Местна коалиция „Алианс на либералите и демократите за Бяла – НДСВ и ДПС“ (Национално движение „Симеон Втори“, Движение за права и свободи) |         |         |         | 1       |
| Съюз на демократичните сили | 4       | 3       | 2       |         |
| Движение за права и свободи |         |         | 1       |         |
| Коалиция „НДСВ – ВМРО – ДСБ“ (Национално движение „Симеон Втори“, ВМРО – Българско национално движение, Демократи за силна България)        |         |         | 1       |         |
| Национално движение „Симеон Втори“ | 3       |         |         |         |
| ВМРО – Българско национално движение | 2       |         |         |         |

## Транспорт
През общината преминават частично 2 пътя от Републиканската пътна мрежа на България с обща дължина 28,9 km:
- участък от 15,3 km от Републикански път I-9 (от km 150 до km 165,3);
- началният участък от 13,6 km от Републикански път III-906 (от km 0 до km 13,6).